# Călimănești (okręg Vaslui)
Călimănești – wieś w Rumunii, w okręgu Vaslui, w gminie Puiești. W 2011 roku liczyła 395 mieszkańców.